# I Second That Emotion
«I Second That Emotion» (укр. «Я поділяю це почуття») — перша серія другого сезону анімаційного серіалу «Футурама», що вийшла в ефір у Північній Америці 21 листопада 1999 року.

Автор сценарію: Патрик Верроне.

Режисер: Марк Ервін.

## Сюжет
Після відвідин ветеринара з приводу зламаного ікла з'ясовується вік Жуйки — 5 років — і команда «Міжпланетного експреса» вирішує відсвяткувати його день народження. На вечірці Бендер почувається роздратованим через те, що не отримує достатньої уваги. Чаша терпіння Бендера переповнюється після того, як Жуйка жадібно поглинає приготовлений для нього торт, перш ніж будь-хто встигає його побачити і похвалити Бендера-кухаря. Розлючений украй, Бендер змиває Жуйку в унітаз. Ліла почувається глибоко засмученою через втрату свого улюбленця і надто через цілковиту байдужість Бендера до почуттів оточуючих. Професор Фарнсворт пропонує розв'язання цієї проблеми: встановити Бендерові чип співчуття, який дозволить йому переживати почуття інших людей. Після того як чип силоміць встановлюють, професор налаштовує його на сприйняття емоцій Ліли, отже всі її переживання передаються Бендерові.
Промучившись цілу ніч через почуття Ліли, Бендер починає сумувати за Жуйкою настільки, що терпець йому вривається. Фрай розповідає йому, що алігатори, яких змивають в унітаз, лишаються живими, і Бендер вирушає на пошуки Жуйки, змивши себе самого. Слідом за ним до каналізації спускаються Фрай і Ліла. Вони одразу ж знаходять Бендера, проте стикаються з натовпом мутантів — мешканців підземних комунікацій. Мутанти знайомлять прибульців зі своєю цивілізацією і скаржаться на чудовисько на ім'я «Ель Чупакнібрей», яке їх тероризує.
Сподіваючись, що цим чудовиськом є Жуйка, Ліла почувається щасливою, доки їй не повідомляють, що заманити його можна лише запропонувавши жертву — незайману дівчину. Хоч Ліла і не є незайманою, вона більше за всіх інших годиться на роль жертви, тому її прив'язують до стовпа. Зі стічної труби виходить цілий та неушкоджений Жуйка, але слідом за ним з'являється справжній Ель Чупакнібрей — жахливий плазуноподібний монстр. Фрай потрапляє до лабет, встановлених, щоби впіймати Ель Чупакнібрея, — і лише Бендер може боротися з чудовиськом. Проте страх Ліли передається на емпатійний чип робота, й це паралізує його. Разом з Фраєм вони навіюють Лілі, що вона повинна перестати турбуватися про будь-кого, крім себе самої, що, зрештою, надає Бендерові можливості атакувати монстра і змити його у величезний унітаз, який веде до субканалізації.
Після повернення команди на поверхню землі, професор вилучає у Бендера чип. З великим подивом професор виголошує, що чип насправді давно перегорів, отже почуття Бендера були його власними почуттями. Згодом професор виправляється, виявивши, що чип працював із потрійною силою (на що Бендер заявляє: «І все одно я майже нічого не почував!»). Наприкінці Ліла робить висновок, що Бендер нічого не навчився в неї, але вона багато чого навчилася в нього.

## Послідовність дії

Поява батьків Ліли (ліворуч угорі)

У сцені, де Фрай, Ліла і Бендер оточені мутантами, можна побачити справжніх батьків Ліли, яких буде презентовано лише в четвертому сезоні серіалу. Ця поява є невипадковою, оскільки, за твердженням авторів «Футурами», історія справжнього походження Ліли була замислена ще на самому початку створення серіалу. В цій серії можна бачити першопочатковий вигляд перонажів: батько Ліли має звичайний рот, а мати — звичайні людські руки. Пізніше, за твердженням Девіда Коена, їхній вигляд було змінено на більш мутований.
Ветеринар стверджує, що вік Жуйки становить 5 років, хоча в подальших серіях з'ясовується, що він набагато старший. Також Бендер виявляє неабиякий кулінарний талант (готуючи торт для Жуйки), проте в пізніших серіях він виступає як цілковито нікчемний кухар.

## Пародії, алюзії, цікаві факти
- Ім'я монстра із «каналізаційної легенди» — «Ель Чупакнібрей» — співзвучне з чупакаброю.
- Шанування мутантами атомної бомби — алюзія на фільм «У надрах Планети Мавп».

## Особливості українського перекладу
- Падаючи в каналізацію, Фрай вигукує: «Смак бажання!» (гасло з реклами шоколаду «Корона»).
- З діалогу мутантів Рауля і Двейна:

— Не бійтеся нас, ми мирні.

— Так! У мене три руки.

— Я сказав мирні, а не козирні
- Передивляючись книжки, які потрапили до каналізації, Бендер зауважує: «Стара порнуха і Ленін».